# Robert Giordan
Pour les articles homonymes, voir Giordan.
Robert Giordan, né le 3 novembre 1922 à Nice et mort le 7 mai 1984 à La Colle-sur-Loup, est un auteur de bande dessinée français actif à partir de 1946 qui travaillait souvent avec son cadet Raoul sous la signature R. R. Giordan.
Auteur d'innombrables histoires d'aventure en tous genres (science-fiction, policier, western, guerre), il a été de 1952 à 1983 un pilier des éditions Artima, renommée Arédit en 1962, principale maison d'édition francophone de petits formats.     